# Matt Ryan (Schauspieler)

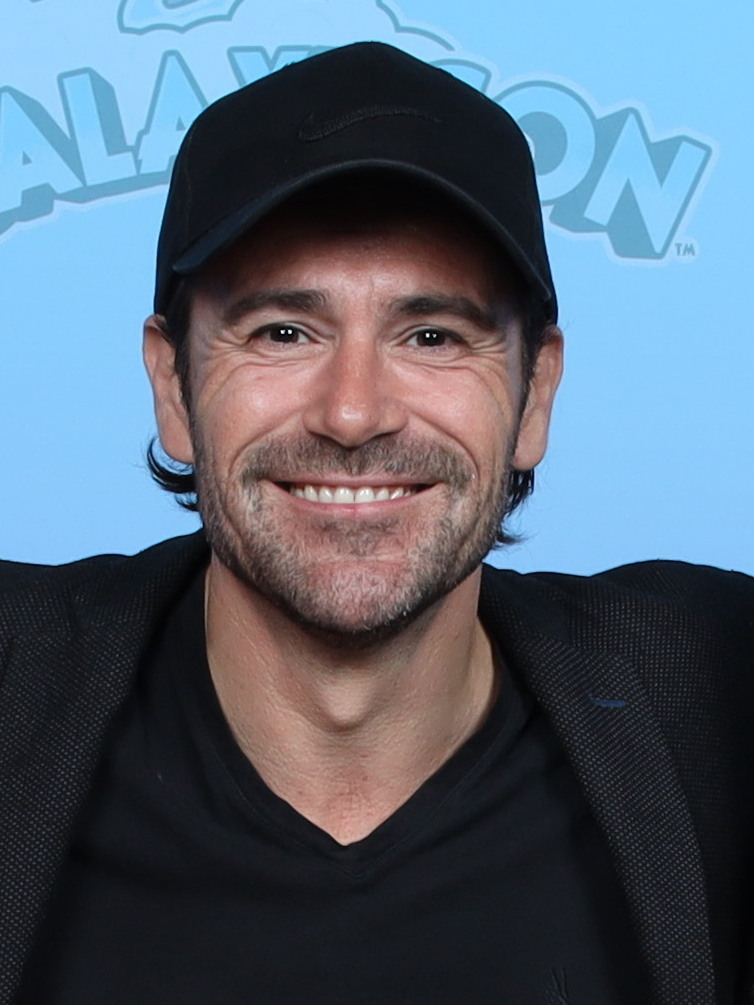
Matt Ryan (2024)

 Matthew Ryan (* 11. April 1981 in Swansea, Wales) ist ein britischer Schauspieler.

## Leben
Seine Eltern sind Steve und Maria Evans. Er machte 2003 seinen Abschluss an der Schauspielschule des Bristol Old Vic und ging 2004 zur Royal Shakespeare Company. Dort spielte er drei Jahre lang unter den renommierten Regisseuren Rupert Goold und Greg Doran (seit 2012 Intendant des Ensembles) in den Stücken Spanish Golden Age Season und Gunpowder Plot Season. Anschließend wechselte er zum kleineren Ensemble des Donmar Warehouse und erhielt kleinere Rollen in britischen Fernsehserien, darunter Die Tudors und Torchwood. Es folgte der Umzug in die Vereinigten Staaten, wo er seither hauptsächlich lebt und arbeitet.
Im Jahr 2011 spielte er als Mick Rawson eine Hauptrolle im Criminal-Minds-Spin-off Criminal Minds: Team Red, das nach einer Staffel eingestellt wurde. 2014 und 2015 spielte er die titelgebende Hauptrolle der kurzlebigen Fernsehserie Constantine. Diese Figur stellte er auch in einer Episode der Serie Arrow dar. Vereinzelt kehrt er jedoch für Theaterrollen nach Großbritannien zurück, so stand er 2017 noch einmal mit dem Ensemble des Donmar Warehouse für eine Inszenierung von Knives in Hens auf der Bühne.

## Filmografie (Auswahl)
- 2001: Nuts and Bolts
- 2002: Pocket Money
- 2004: Mine All Mine (Fernsehserie, eine Episode)
- 2004: Layer Cake
- 2007: Die Tudors (The Tudors, Fernsehserie, zwei Episoden)
- 2007: Consenting Adults
- 2007: Blood Monkey
- 2008: HolbyBlue (Fernsehserie, eine Episode)
- 2008: Torchwood (Fernsehserie, eine Episode)
- 2008: Miss Pettigrews großer Tag (Miss Pettigrew Lives for a Day)
- 2009: Wild Decembers (Fernsehfilm)
- 2009: Collision (Fernsehserie)
- 2010: Criminal Minds (Fernsehserie, eine Episode)
- 2011: Criminal Minds: Team Red (Criminal Minds: Suspect Behavior, Fernsehserie, 13 Episoden)
- 2011: Flypaper – Wer überfällt hier wen? (Flypaper)
- 2012: Warhouse
- 2013: 500 Miles North
- 2014–2015: Constantine (Fernsehserie)
- 2015: Arrow (Fernsehserie, eine Episode)
- 2017: The Halycon
- 2017–2022: Legends of Tomorrow (Fernsehserie, 63 Episoden)
- 2019: Batwoman (Fernsehserie, Episode 1x09)
- 2019: The Flash (Fernsehserie, Episode 6x09)
- 2022: Harley Quinn (Fernsehserie, Stimme, eine Episode)

## Theaterrollen (Auswahl)
| Stück              | Jahr | Rolle    | Theater                           | Regisseur        | Anmerkungen                       |
| ------------------ | ---- | -------- | --------------------------------- | ---------------- | --------------------------------- |
| Small Change       | 2008 | Gerard   | Donmar Warehouse                  | Peter Gill       |                                   |
| Hamlet             | 2009 | Horatio  | Wyndham’s Theatre                 | Michael Grandage | Inszenierung des Donmar Warehouse |
| Look Back in Anger | 2012 | Cliff    | Royal Court Theatre               | Polly Stenham    |                                   |
| The Tempest        | 2012 | Caliban  | Theatre Royal, Bath               | Adrian Noble     |                                   |
| Henry V            | 2014 | Fluellen | Noel Coward Theatre               | Michael Grandage |                                   |
| Thérèse Raquin     | 2015 | Laurent  | Roundabout Theatre, Broadway, NYC | Evan Cabnet      |                                   |
| Knives in Hens     | 2017 | Gilbert  | Donmar Warehouse                  | Yaël Farber      |                                   |